# Ngesrep (Banyumanik)
Ngesrep is een bestuurslaag in het regentschap Semarang van de provincie Midden-Java, Indonesië. Ngesrep telt 14.602 inwoners (volkstelling 2010).